# جشنواره موسیقی فجر
جشنوارهٔ موسیقی فجر مهمترین جشنوارهٔ موسیقی ایران است که به مناسبت پیروزی انقلاب سال ۱۳۵۷، از سال ۱۳۶۴ تاکنون معمولاً در میانه بهمن ماه هر سال در تهران برگزار می‌شود.

## تاریخچه
جشنواره موسیقی فجر در سال ۱۳۶۴ و با نام اولیه «جشنواره سراسری سرود و آهنگ‌های انقلابی» شکل گرفت و اولین دوره آن با شرکت ۲۰ گروه در تهران برگزار شد. پس از چهار سال یعنی در سال ۱۳۶۸ دوره پنجم آن با طراحی آرم و نشانه و نماد و با عنوان «پنجمین جشنواره موسیقی فجر» ادامه یافت.
در سال ۱۳۷۰ و در هفتمین دوره خود، این جشنواره برای اولین بار شکل بین‌المللی به خود گرفت و بخش «معرفی موسیقی ملل مسلمان» به آن اضافه شد و گروه‌های موسیقی از تاجیکستان (گروه استاد آدینه هاشم‌اف و گروه دولتمند خالف)، هند (با رهبری استاد بسم‌الله خان نوازنده مشهور شهنای) و آذربایجان (استاد هابیل علی‌اف و آواز نصرالله ناصح پور در آن به اجرای برنامه پرداختند و از آن پس هر ساله جشنواره موسیقی فجر میزبان گروه‌های موسیقی از کشورهای مختلف دنیا شد.
از اتفاقات مهم در سال ۱۳۷۶ (سیزدهمین دوره جشنواره)، حضور بانوان بود که برای اولین بار بخشی تحت عنوان «ویژه بانوان» به آن اضافه شد. دو سال بعد یعنی در جشنواره پانزدهم موسیقی فجر برای اولین بار ۱۰ کشور آن هم از کشورهای صاحب تمدن و موسیقی در جشنواره شرکت کردند.
در دوره شانزدهم نیز بخشی تحت عنوان سازسازی به جشنواره اضافه شد. در این دوره همچنین برای اولین بار در طول برگزاری جشنواره‌های موسیقی فجر بخشی با عنوان «پایان‌نامه» به جشنواره اضافه شد.
در دوره بیستم نگاه جشنواره به‌طور خاص و ویژه به بحث پژوهش در موسیقی بوده و در دوره بیست و سوم بخش رقابتی در جشنواره موسیقی فجر راه‌اندازی شد و در دوره‌های بعدی نیز موضوع جوان‌گرایی در جشنواره مطرح شد.